# Claude Onesta

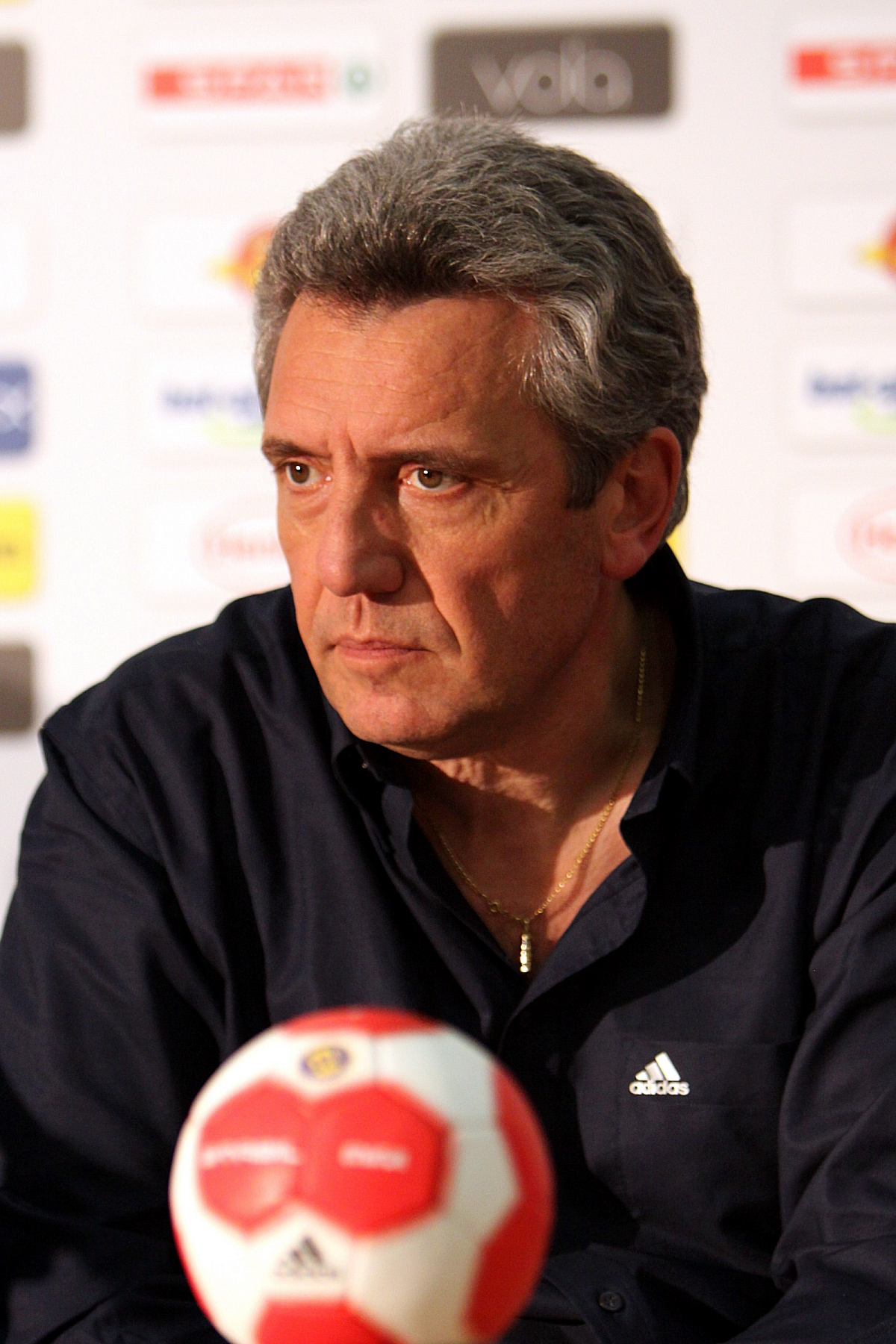
Claude Onesta, 2010.

Claude Onesta, född 6 februari 1957 i Albi, Tarn, är en fransk tidigare handbollstränare och handbollsspelare. Han var förbundskapten för Frankrikes herrlandslag i 15 år, 2001–2016. Onesta och den ryske förbundskaptenen Vladimir Maksimov är de enda som vunnit samtliga av de tre största turneringarna som förbundskapten på herrsidan, OS, VM och EM.
Claude Onesta tog över som förbundskapten för Frankrikes herrlandslag 2001 efter Daniel Costantini. 2016 efterträddes Onesta av Didier Dinart, som hade assisterat Onesta sedan 2013.

## Klubbar som spelare
- Toulouse HB (1968–1987)

## Tränaruppdrag
- Toulouse HB (1987–2001)
- Frankrike (2001–2016)

## Meriter som förbundskapten
- VM-brons 2003
- VM-brons 2005
- EM-guld 2006
- EM-brons 2008
- OS-guld 2008
- VM-guld 2009
- EM-guld 2010
- VM-guld 2011
- OS-guld 2012
- EM-guld 2014
- VM-guld 2015
- OS-silver 2016

- Totalt: 12 medaljer (2 OS-guld, 1 OS-silver, 3 VM-guld, 2 VM-brons, 3 EM-guld, 1 EM-brons)